# Alfabeto semaforico
L'alfabeto semaforico è una segnalazione più veloce e meno difficile dell'alfabeto Morse, a differenza di questo però può essere trasmesso quasi solamente con le bandierine. Gli svantaggi dell'alfabeto semaforico sono la massima distanza alla quale si può comunicare, che non supera i 200-300 m perché altrimenti sarebbe poco visibile, e i simboli più difficili da imparare rispetto al Morse, perché le lettere sono formate mettendo le braccia ad angoli diversi; inoltre, bisogna far attenzione a non sovrapporre le bandierine, altrimenti il messaggio potrebbe essere frainteso.

## Descrizione
Le posizioni dell'alfabeto semaforico somigliano a quelle delle lancette di un orologio: i movimenti (in tutto 8) sono da destra verso sinistra.
A differenza del Morse, per i numeri non esistono posizioni particolari. Infatti, i numeri si trasmettono come fossero lettere: si usano le lettere dalla A alla I, e la K fa da zero. Per indicare l'inizio di una trasmissione di numeri, si utilizza prima un segnale convenzionale, e un altro per indicare la ripresa del messaggio in lettere (la lettera J).
Solitamente ogni stazione, trasmittente o ricevente, è composta da almeno due persone,
Nella postazione di ricezione:
- Un ricevente, che guarda la trasmissione e la legge a voce alta;
- un trascrivente, che scrive su carta il messaggio.

Nella postazione di trasmissione:
- Un suggeritore, che traduce il messaggio e lo detta al segnalatore;
- Un segnalatore, che provvede a trasmetterlo.

## Alfabeto
Le immagini raffigurano una persona rivolta con la faccia verso di noi

A (1)
B (2)
C (3)
D (4)
E (5)
F (6)
G (7)
H (8)
I (9)
J (fine trasmissione numeri)
K (0)
L
M
N
O
P
Q
R
S
T
U
V
W
X
Y
Z
pronto
inizio trasmissioni numeri
annulla
errore